# Jatropha nudicaulis
Jatropha nudicaulis är en törelväxtart som beskrevs av George Bentham. Jatropha nudicaulis ingår i släktet Jatropha och familjen törelväxter. IUCN kategoriserar arten globalt som starkt hotad. Inga underarter finns listade i Catalogue of Life.